# Irena Chmielewska
Irena Chmielewska (* 13. Juli 1905 in Łódź, Kongresspolen; † 17. Januar 1987 in Warschau, Polen) war eine polnische Chemikerin und Hochschullehrerin. Sie war Professorin an der Universität Warschau, forschte über die Beziehung zwischen der Struktur und biologischen Aktivität von Naturstoffen und dem Stickstoffstoffwechsel beim Menschen.

## Leben und Werk
Chmielewska war die Tochter der Lehrerin Stanisława Chmielewska, geborene Korsak, und ihrem Mann Apolinary, der in der Eisenbahnindustrie arbeitete. Der Weg, den Chmielewska und ihre Eltern bis nach Warschau zurückgelegten, führte durch abgelegene Gebiete Russlands, wo sich während des Ersten Weltkriegs viele polnische Eisenbahnerfamilien wiederfanden, die von der sich zurückziehenden zaristischen Armee evakuiert wurden. In Warschau besuchte Chmielewska das Prywatne Żeńskie Gimnazjum i Liceum Anny Jakubowskiej, das bis September 1939 bestand. Während der gesamten Zeit der deutschen Besatzung arbeitete das Anna-Jakubowska-Gymnasium weiter im Untergrund, führte heimlich seinen Vorkriegslehrplan durch, führte Maturaprüfungen durch und stellte Zeugnisse aus.

## Studium, Promotion und Habilitation
Chmielewska absolvierte die Schule 1922 und schrieb sich an der Fakultät für Mathematik und Naturwissenschaften der Universität Warschau ein. Sie studierte Chemie und Biologie und schrieb 1929 ihre Magisterarbeit in Philosophie auf dem Gebiet der Chemie bei Wiktor Lampe. Lampe war ein Experte für natürliche Pflanzenfarbstoffe und Entdecker der Methode der Curcumin-Synthese. Sie nahm unmittelbar nach ihrem Abschluss eine Stelle als Assistentin am Institut für Organische Chemie der Universität Warschau an. In dieser Abteilung, deren Organisator und Leiter von Anfang an Wiktor Lampe war, wurde in der Zwischenkriegszeit eine wissenschaftliche Schule von Forschern für farbige Substanzen, hauptsächlich pflanzlichen Ursprungs, gegründet. Das Team entwickelte originelle Methoden zur Bestimmung der chemischen Zusammensetzung und Struktur dieser Substanzen. Viele Farbstoffe wurden auch synthetisch gewonnen.
Gegenstand von Chmielewskas chemischen Untersuchungen, die 1933 zu ihrer Promotion führten, waren lilafarbene Blätter des Rotkohls. Nach der Verteidigung ihrer Dissertation zum Thema Forschungen zum Farbstoff des Rotkohls – Brassica oleracea, forschte sie an weiteren Pflanzenstoffen.
Bis zum Ausbruch des Zweiten Weltkriegs arbeitete sie im Team von Lampe. Im Mai 1939 fand ihr Habilitationskolloquium statt und Grundlage der am 7. Juni desselben Jahres vom Akademischen Senat der Universität Warschau genehmigten Habilitation war die Gesamtheit der wissenschaftlichen Leistungen und die Dissertation über Farbstoffe der purpurfarbenen Kartoffel.
Als junge außerordentliche Professorin für organische Chemie erhielt sie ein Stipendium des Nationalen Kulturfonds, um in Zürich ein Forschungspraktikum an der örtlichen Universität bei dem Schweizer Nobelpreisträger Paul Karrer zu absolvieren. Der Ausbruch des Krieges verhinderte diese Planung und sie blieb in Warschau. Als die geheime Universität Warschau ihr Untergrunddasein begann, gehörte Chmielewska zu dem wissenschaftlichen und didaktischen Stab und unterrichtete Chemie für Studenten der Naturwissenschaften und der Pharmazie.

## Nachkriegszeit
Als der Zweite Weltkrieg 1945 endete, kehrte Chmielewska aus Milanówek, wohin sie nach dem Aufstand geflüchtet war, in das völlig zerstörte Warschau zurück. Zusammen mit anderen Kollegen der Universität begann sie, den Unterricht an der Universität wieder aufzunehmen. Das Chemiegebäude war verwüstet und vollständig der für Forschung und Lehre erforderlichen Ausrüstung beraubt. Chmielewska organisierte ein Seminar und hielt Vorträge an ihrem Heimatinstitut für Organische Chemie und an der kürzlich der Academy of Dentistry in Warschau. Es fehlte alles, sogar Lehrbücher. Um den Zuhörern die Aufnahme der Informationen zu erleichtern, rekonstruierte sie zusammen mit dem außerordentlichen Professor Zdzisław Macierewicz aus ihren Aufzeichnungen die Vorkriegsvorlesungen des im Warschauer Aufstand gefallenen Jerzy Leśkiewicz. Das Buch mit dem Titel: Zarys general chemistry wurde 1948 von dem Medizinischen Institut veröffentlicht.
Das eigentliche Problem, bedingt durch elementare Mängel in der Ausstattung des Laboratoriums, waren die für die Ausbildung in den experimentellen Wissenschaften notwendigen Schülerübungen. In dieser Hinsicht erwies sich die Initiative des Dänischen Komitees für Kulturhilfe für Polen, das unter der Schirmherrschaft des Nobelpreisträgers Niels Bohr stand, als wertvoll. Auf Einladung dieses Komitees wurde in den Sommerferien 1946 in Kopenhagen das Sommer-Polnischstudium eingerichtet, an dem Chmielewska mit Studierenden aus mehreren polnischen Universitäten teilnahm. Das Programm umfasste hauptsächlich Forschungsarbeiten in gut ausgestatteten Laboren von Kopenhagener wissenschaftlichen Einrichtungen. Studienleiter war Wiktor Kemula und Chmielewska leitete die Gruppe, die Übungen in organischer Chemie durchführte.
Im Studienjahr 1947/1948 erhielt Chmielewska unbezahlten Urlaub an der Universität Warschau und wurde an das Zentralinstitut für industrielle Chemie in Żoliborz abgeordnet. Gleichzeitig wurde ihr die Funktion einer Beraterin im Werk Bacutil anvertraut, wo sie auch während der deutschen Besatzung beschäftigt gewesen war. Bacutil ist ein 1938 gegründetes Netzwerk von Betrieben, die Tierabfälle verarbeiten und Zusatzstoffe für Tierfutter herstellen.
Am Industrial Chemistry Research Institute arbeitete Chmielewska in der Organischen Abteilung, aus der auf ihre Initiative hin die zwei unabhängigen Abteilungen Biochemie und Arzneimittel abgetrennt wurden. Sie selbst übernahm die Leitung des Fachbereichs Biochemie. Das von ihr geleitete Teams entwickelte eine Technologie zur Gewinnung von Proteinhydrolysaten für intravenöse Infusionen. Diese Technologie wurde bereits 1952 von den Warschauer Fotooptischen Werken Warszawskie Zakłady Farmaceutyczne in die Produktion eingeführt.

## Wissenschaftliche Tätigkeiten in der Nachkriegszeit
Die gesamte wissenschaftliche Tätigkeit von Chmielewska in der Nachkriegszeit bezog sich vor allem auf Fragen der Biochemie. In ihren Forschungsleistungen sind drei konsequent verfolgte Bereiche erkennbar. Der erste umfasste Arbeiten zur Beziehung zwischen der Struktur biologisch aktiver Verbindungen und ihrer Wirkung auf lebende Organismen. Das grundlegende Thema dieser Arbeiten waren Vitamine und Antivitamine K. Der zweite Bereich betraf den Metabolismus von Aminosäuren und einigen Peptiden bei Tieren und Menschen nach intravenöser Verabreichung dieser Substanzen. Der dritte Bereich umfasste schließlich die Forschung zu sekundären Pflanzenmetaboliten, hauptsächlich auf der Grundlage der Bestimmung und des Vergleiches ihrer Struktur.
Auch Chmielewskas didaktische Tätigkeiten verlagerte sich in Richtung Biochemie. Nach einem unbezahlten Urlaub kehrte sie, ohne ihre Tätigkeit am Forschungsinstitut für Industrielle Chemie zu unterbrechen, an die Universität zurück. Sie lehrte Biochemie an der Mathematisch-Naturwissenschaftlichen Fakultät und Organische Chemie für Physikstudenten. 1958 wurde sie offiziell an die Fakultät für Biologie und Geowissenschaften versetzt, wo sie die Leitung übernahm. Sie leitete diese Abteilung, die später in das Institut für Biochemie der Universität Warschau umgewandelt wurde, bis zu ihrer Emeritierung im Jahr 1974.
Während ihrer beruflichen Auslandsaufenthalte nutzte sie die Gelegenheit, oft exotische Länder zu besuchen. In den letzten Jahren, nach ihrer Pensionierung, war sie durch die Verschlechterung ihrer Sehkraft stark eingeschränkt.
Unmittelbar nach dem Krieg reaktivierte sie zusammen mit anderen die Warschauer Wissenschaftliche Gesellschaft(TNW) und wurde ihr korrespondierendes Mitglied. Die Nachkriegssowjetisierung der polnischen Wissenschaft und die damit verbundene Gründung der Polnischen Akademie der Wissenschaften im Jahr 1951 wurde mit der systematischen Liquidation der TNW verbunden, deren gesamtes Vermögen der Polnischen Akademie der Wissenschaften übergeben wurde. Die letzte Sitzung des TNW-Präsidiums fand am 31. Dezember 1952 statt, danach wurde die Gesellschaft aufgelöst und erst 1981 reaktiviert.
Chmielewska war auch eine der Gründerinnen der Polnischen Biochemischen Gesellschaft, deren erstes Treffen im Oktober 1957 stattfand. Als sie in den Ruhestand ging, zeichnete die Gesellschaft sie mit ihrer höchsten Würde aus, nämlich der Ehrenmitgliedschaft. 1964 wurde Chmielewska korrespondierendes Mitglied der Polnischen Akademie der Wissenschaften, sieben Jahre später Vollmitglied und in der Amtszeit von 1971 bis 1973 war sie Mitglied des Präsidiums. Sie saß in wissenschaftlichen Beiräten und war viele Jahre Chefredakteurin der Zeitschrift Progress in Biochemistry.
Sie starb nach einigen Wochen Krankheit im Januar 1987 im Alter von 82 Jahren in Warschau.

## Auszeichnungen
- Offizierskreuz des Ordens Polonia Restituta
- Abzeichen des Ehrentitels „Verdienter Lehrer der Volksrepublik Polen“
- Stiftungspreis A. Jurzykowski